# Odo Fusi Pecci
Odo Fusi Pecci (Cingoli, 29 giugno 1920 – Senigallia, 20 marzo 2016) è stato un vescovo cattolico italiano.

## Biografia
Nato a Cingoli il 29 giugno 1920, è stato ordinato presbitero il 19 dicembre 1942. Si è laureato in Teologia dogmatica e in Lettere.

### Ministero episcopale
Il 15 luglio 1971 è stato eletto vescovo di Senigallia, ricevendo la consacrazione episcopale, il 29 agosto, per le mani del vescovo Ersilio Tonini, con inizio del ministero episcopale in diocesi il 12 settembre 1971.
Ha ricoperto il ruolo di segretario (dal 1976 al 1991) e poi di presidente (dal 1991 al 1997) della Conferenza episcopale marchigiana. È stato membro della Commissione Episcopale per il Clero (nel periodo 1979-1991) e del Consiglio Permanente (1991-1997) della Conferenza Episcopale Italiana. Inoltre preside (1986-1996) e moderatore (1995-1997) dell'Istituto Teologico Marchigiano, nonché presidente dell'Istituto Superiore Regionale di Scienze Religiose (1986-1997).
Ha celebrato il sinodo diocesano nel 1983, per dare attuazione alle riforme del Concilio Vaticano II. Le costituzioni sinodali sono promulgate l'anno successivo; comprendono 10 capitoli: Il popolo di Dio; I ministeri ordinati; La vita di speciale consacrazione; La organizzazione pastorale; Pastorale dell’insegnamento della Parola di Dio; Pastorale liturgica; Pastorale della carità; Beni culturali e beni artistici; Beni temporali; Il procedimento giudiziale.
Dal 21 gennaio 1997 è stato vescovo emerito di Senigallia.
È deceduto nella casa di riposo dell'Opera Pia Mastai Ferretti a Senigallia nel pomeriggio del 20 marzo 2016 all'età di 95 anni.
Le esequie si sono tenute il 23 marzo alle 10 nella cattedrale di San Pietro apostolo a Senigallia e sono state presiedute dal cardinale Edoardo Menichelli, arcivescovo di Ancona-Osimo. La salma è stata poi tumulata nella cripta dei vescovi.

## Genealogia episcopale
La genealogia episcopale è:
- Cardinale Scipione Rebiba
- Cardinale Giulio Antonio Santori
- Cardinale Girolamo Bernerio, O.P.
- Arcivescovo Galeazzo Sanvitale
- Cardinale Ludovico Ludovisi
- Cardinale Luigi Caetani
- Cardinale Ulderico Carpegna
- Cardinale Paluzzo Paluzzi Altieri degli Albertoni
- Papa Benedetto XIII
- Papa Benedetto XIV
- Papa Clemente XIII
- Cardinale Marcantonio Colonna
- Cardinale Giacinto Sigismondo Gerdil, B.
- Cardinale Giulio Maria della Somaglia
- Cardinale Carlo Odescalchi, S.I.
- Cardinale Costantino Patrizi Naro
- Cardinale Lucido Maria Parocchi
- Papa Pio X
- Papa Benedetto XV
- Arcivescovo Ersilio Menzani
- Arcivescovo Umberto Malchiodi
- Cardinale Ersilio Tonini
- Vescovo Odo Fusi Pecci